# Go (мова програмування)
Go — компільована мова програмування із вбудованими засобами для паралельних обчислень і засобами віддаленого керування пакунками. Цю мову програмування розробив Google як частину проєкту з розробки операційної системи Inferno.[джерело?] Початкова розробка Go почалася у вересні 2007 року, а безпосередньо проєктували її Роберт Гризмер, Роб Пайк і Кен Томпсон. Офіційно мову представили у листопаді 2009 року.
Підтримка мови здійснюється для операційних систем Linux, Android, Mac OS X та Windows.

## Опис
Метою створення проєкту Go було бажання отримати мову, що поєднує високу продуктивність компільованих мов з легкістю написання коду, швидкістю розробки і захищеністю від помилок, властивих скриптовим мовам.  Синтаксис Go базується  на звичних елементах мови Сі з окремими запозиченнями з мови Python.  Мова досить лаконічна, але при цьому код залишається легким для читання і сприйняття. Проєкт від початку розробляється з оглядкою на багатониткове програмування та ефективну роботу на багатоядерних системах, в тому числі надаючи реалізовані на рівні операторів засоби для організації паралельних обчислень та взаємодії між паралельно виконуваними методами. 
Мова надає вбудовані засоби захисту від виходу за допустимі області виділених блоків пам'яті і забезпечує можливість використання збирача сміття.  При цьому код мовою Go компілюється у відокремлені бінарні виконувані файли, що виконуються нативно без використання віртуальної машини (модулі профілювання, зневадження та інші підсистеми виявлення проблем на етапі виконання інтегруються у вигляді runtime-компонентів), що дозволяє домогтися продуктивності порівнянної з програмами на мові Сі .
Синтаксис Go дуже схожий на синтаксис  С: блоки коду в фігурних дужках; 
загальна структура керування виконанням програми включає for, switch та if. На відміну від C, крапка з комою в кінці рядка не є обов'язковою; оголошення змінних відбувається по-іншому; перетворення типів строге; нові інструкції go та select було введено для підтримки паралельного програмування. Нові вбудовані типи включають хеш-таблиці, рядки Unicode, slices-масиви та канали для передачі даних між нитками.
Go спроєктований для швидкого компілювання, навіть на застарілому обладнанні. Ця мова підтримує прибирання сміття. Чітка паралельно-орієнтована структура Go (канали є альтернативою каналам вводу даних) запозичені з Communicating Sequential Processes Тоні Гоара. На відміну попередніх паралельно-орієнтованих мов програмування, таким як occam чи Limbo, Go не надає будь-якої вбудованої підтримки попереджень безпеки чи перевірки паралельності. На сьогодні Go не має ніякої вбудованої підтримки шаблонів, але це може бути додано в майбутньому.
З функцій, доступних в C++ або Java, Go не включає в себе успадкування типів, узагальнене (шаблонне) програмування, твердження (assert), перевизначення методів, арифметичні операції над вказівниками. Автори Go підкреслюють відкритість шаблонному програмуванню, явно виступають проти асертів та арифметичних операцій над вказівниками, у той час схильні дозволити успадкування типів для більшої зручності мови.  Спочатку мова не включала обробку винятків, але в березні 2010 було реалізовано механізм, відомий як  panic/recover для обробки помилок і винятків, для уникнення проблем з винятками, з якими зіткнулись автори.
Видимість функцій за межами файлу, де вони визначені, визначається неявно за капіталізацією їхніх ідентифікаторів, на відміну від C++, де використовується ключове слово public.

### Паралельність
Go надає goroutines, маленькі легкі нитки (ім'я співзвучне з coroutine (співпрограма) в англійській мові). "Goroutine" створюються командою go з анонімних чи звичайних функцій. "Goroutine" виконуються в паралель між собою, включно з функцією, яка їх викликала. Їм немає потреби запускатися в окремих нитках, але їхні групи збираються в декілька ниток — передавання керування між ними здійснюється блокуванням їх при отриманні чи передаванні повідомлень через канали.

## Реалізація
На цей час існує два компілятори Go. Перший 6g/8g/5g (компіляція для AMD64, x86, та ARM відповідно) та підручні засоби відомі як 'gc', що базуються на попередній роботі Кена Томпсона над Plan 9's C toolchain. А також gccgo, фронтенд для GCC написаний на C++.
Обидва компілятори працюють на Unix-подібних системах, порт для Microsoft Windows для gc було додано в основний пакет, більшість стандартних бібліотек також вже працюють під Windows.
Також існує 'tiny' середовище виконання, що дозволяє програмам на Go  працювати на "голому залізі".

## Приклад
Класичний приклад програми "Hello world!" на Go:
```
package
 
main

import
 
"fmt"

func
 
main
()
 
{

	
fmt
.
Println
(
"Привіт, світе!"
)

}

```

Автоматичне вставновлення крапки з комою в Go потребує дотримання певного стилю кодування: відкриті лапки не повинні розміщуватись на окремих рядках, тому доречно використовувати так званий brace style; Дивіться приклад.
Приклад Go програми на зразок команди Unix echo:
```
package
 
main

import
 
(

	
"os"

	
"flag"
 
// парсер командного рядка

)

var
 
omitNewline
 
=
 
flag
.
Bool
(
"n"
,
 
false
,
 
"Не друкувати фінальний перенос рядка"
)

const
 
(

	
Space
   
=
 
" "

	
Newline
 
=
 
"\n"

)

func
 
main
()
 
{

	
flag
.
Parse
()
 
// Сканує командний рядок та встановлює прапорець

	
var
 
s
 
string
 
=
 
""

	
for
 
i
 
:=
 
0
;
 
i
 
<
 
flag
.
NArg
();
 
i
++
 
{

		
if
 
i
 
>
 
0
 
{

			
s
 
+=
 
Space

		
}

		
s
 
+=
 
flag
.
Arg
(
i
)

	
}

	
if
 
!*
omitNewline
 
{

		
s
 
+=
 
Newline

	
}

	
os
.
Stdout
.
WriteString
(
s
)

}

```

## Конфуз з назвою
В день офіційного релізу Go Francis McCabe, розробник мови програмування Go!, попросив Google змінити назву мови для запобігання конфліктові з назвою його мови програмування. Попри те що McCabe не має торгової марки на назву, дехто з коментаторів закликав Google у відповідь на запит McCabe змінити назву. Це питання було закрите 12 жовтня 2010 з статусом "Unfortunate" (невдалий), розробник з Google прокоментував закриття як  "Існує багато комп'ютерних продуктів та сервісів з найменуванням Go. За 11 місяців із нашого релізу була мінімальна кількість випадків зі сплутуванням цих двох мов".

## Популярність
Go увійшла в TIOBE Programming Community Index на 15 місце в свій перший рік, посунувши усталені мови, такі як Pascal. На 14 липня 2017, вона займає 10-ту сходинку індексу.

## Застосування
На Go написано багато відкритого програмного забезпечення:
- Caddy[en], HTTP/2 сервер з автоматичною підтримкою HTTPS.
- Docker, інструментарій для роботи з контейнерами Linux
- Hugo, генератор статичних сайтів
- InfluxDB, високопродуктивна база даних часових рядів.
- Kubernetes, система керування контейнерами